# Ulrike Elsdörfer

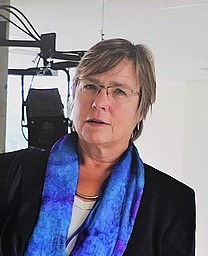
Ulrike Elsdörfer (2013)

Ulrike Elsdörfer (* 1. Oktober 1953 in Frankfurt am Main) ist eine deutsche Religionswissenschaftlerin, Ethnologin, Pastoralpsychologin und Hochschullehrerin.

## Leben
Nach dem Abitur 1972 in Frankfurt am Main nahm Ulrike Elsdörfer ein Studium der Theologie und Philosophie in Tübingen und Mainz auf. Sie studierte auch am Ökumenischen Institut Bossey. Anschließend promovierte sie 1988 mit einer Monographie über Die Transaktionsanalyse als Anstoss für die Pastoraltheologie an der Goethe-Universität Frankfurt am Main in Praktischer Theologie zum Dr. phil. Von 2011 bis 2014 studierte sie ebenda Ethnologie. 2018 folgte eine zweite Promotion – diesmal zum Ph.D. an der Philosophisch-Theologische Hochschule Sankt Georgen zum Thema Gott ist Reis. Psychologische Assistenz im multikulturellen und multireligiösen Indonesien und im südostasiatischen Raum.
Elsdörfer ist außerordentliche Professorin an der North West Universität, Potchefstroom Campus in Südafrika, war Pfarrerin in der Krankenhausseelsorge und war in der Seelsorgeausbildung der Evangelischen Kirche tätig. Sie ist Supervisorin und Beraterin und kooperiert als selbständige Wissenschaftlerin mit verschiedenen akademischen Einrichtungen.
Elsdörfer war von 2006 bis 2013 Beauftragte für Interkulturelles der Deutschen Gesellschaft für Pastoralpsychologie (DGfP), einem Fachverband für die Aus- und Weiterbildung von Supervisorinnen und Supervisoren innerhalb der christlichen Kirchen. Sie war von 2011 bis 2017 Geschäftsführerin im Executive Committee des International Council on Pastoral Care and Counselling (ICPCC). Sie fördert die Entwicklung von beraterischer und sozial begleitender Arbeit in multireligiösen Konzepten. Dazu gehören Krankenhausseelsorge, Notfallseelsorge und Beratung in Migrationskontexten.
Ulrike Elsdörfer nahm Lehraufträge an der Universität Heidelberg wahr und war praktisch-religionswissenschaftliche Mitarbeiterin der Goethe-Universität Frankfurt am Main. Sie unterrichtete zu interkulturellen Aspekten von Medizin und Pflege an der Medizinischen Fakultät der Universität Würzburg und an den Agaplesion Kliniken in Frankfurt am Main. Seit August 2018 ist sie am Forschungsprojekt Beratung im Migrationskontext Europa – Afrika an der North West Universität, Südafrika, beteiligt.
Ulrike Elsdörfer ist verheiratet mit Helmut A. Elsdörfer und hat drei erwachsene Kinder.

## Mitarbeit in Fachverbänden und Projekten
- Deutsche Gesellschaft für Pastoralpsychologie
- International Council on Pastoral Care and Counselling (ICPCC)
- African Association for Pastoral Studies and Counselling (AAPSC)[6]
- Unit: Public Practical Theology and Civil Society, Faculty of Theology, North West University, Potchefstroom, Südafrika
- Gesellschaft für interkulturelle Seelsorge und Beratung (SIPCC)
- Frobenius-Gesellschaft e.V. (Deutsche Gesellschaft für Kulturmorphologie)
- International Association for Counselling (IAC)

## Schriften

### Publikationen in Buchform
- Die Transaktionsanalyse als Anstoß für die Pastoraltheologie, 1988, Hochschulschrift, Frankfurt (Main), Univ., Diss., 1988.
- Frauen in Christentum und Islam. Dialoge, Traditionen, Spiritualitäten, Königstein/Taunus 2006, ISBN 3-89741-198-9.
- Medizin, Psychologie und Beratung im Islam. Historische, tiefenpsychologische und systemische Annäherungen, Königstein/Taunus 2007, ISBN 978-3-89741-219-4.
- (Hrsg.), Globale Religionen. Ein Lesebuch zum interreligiösen Gespräch: Bahá'í, Christentum, Islam, Königstein/Taunus 2008, ISBN 978-3-89741-261-3.
- Menschenbilder – Menschenrechte. Kontroversen in Bahá'í, Christentum und Islam, Sulzbach/Taunus 2009, ISBN 978-3-89741-291-0.
- (Hrsg.), Compassion – Kirchen in Afrika: Beratung und soziales Engagement, Sulzbach/Taunus 2011, ISBN 978-3-89741-317-7.
- (Hrsg.), mit Daniel Louw (Hrsg.), Takaaki David Ito (Hrsg.), Encounter in Pastoral Care and Spiritual Healing. Towards an integrative and intercultural approach, Münster 2012, ISBN 978-3-643-90166-8.
- Interreligious Encounter on cura animarum. ECPCC and ICPCC documents and reports from 1972–1998, Münster 2013, ISBN 978-3-643-90312-9.
- (Hrsg.), mit Takaaki David Ito (Hrsg.), Compassion for one another in the Global Village. Social and cultural approaches to care and counselling, Berlin 2016, ISBN 978-3-643-90723-3.
- Gott ist Reis. Psychologische Assistenz im multikulturellen und multireligiösen Indonesien und im südostasiatischen Raum, Berlin 2019, ISBN 978-3-643-14309-9.

### Beiträge in Sammelwerken
- ...um die Glückseligkeit in beiden Wohnstätten zu erreichen. Das islamische Menschenbild und das Verhältnis der Muslime zum Sterben, in: Christiane Burbach: ...bis an die Grenze. Göttingen 2010, ISBN 978-3-525-67014-9.
- Das Menschenbild aus christlicher Sicht am Beispiel der Frau, in: Philipp Thull, Hamid Reza Yousefi (Hrsg.), Interreligiöse Toleranz, Darmstadt 2014, ISBN 978-3-534-26412-4.
- Gerechtigkeit, Gleichheit und Differenz in der interkulturellen spirituellen Beratung, in: Klaus Kießling, Jakob Mertesacker (Hrsg.), Seelsorge interkulturell. Pastoralpsychologische Beiträge, Göttingen  2019, ISBN 978-3-525-70264-2.
- Wagnis der Freiheit. Begegnung, Internationalismus und Internet: Grenzerfahrungen im interkulturellen Spiritual Care and Counselling, in: Christian Fröhling, Jakob Mertesacker, Viera Pirker, Theresia Strunk (Hg.): Wagnis Mensch werden. Eine theologisch-praktische Anthropologie, in: Festschrift für Klaus Kießling zum 60. Geburtstag, Göttingen 2022, ISBN 978-3-525-70327-4

### Artikel in Fachzeitschriften
- Ein weiter Horizont trotz der Enge der Zelle, Islamische Seelsorge in einer deutschen Justizvollzugsanstalt, in: Wege zum Menschen, H. 3, 2015.
- mit Christo Thesnaar, Vhumani Magezi, Erinnern und nationale Gesundheit in Südafrika – Perspektiven südafrikanischer Pastoraltheologen, in: Wege zum Menschen, H. 2, 2011.
- To be a victim or to be a victor? – Afrikanische Perspektiven auf die Seelsorge, in: Wege zum Menschen, H. 2, 2010.

Online verfügbare Texte
- Menschenrechte Menschenbilder (biblische Meditation), PDF
- Glück im Christentum (Vortrag)
- Interkulturelle Aspekte in der Pflege schwerkranker Patienten
- International Council on Pastoral Care and Counselling (ICPCC): Learning to serve people of other cultures
- Spirituality in Diversity. South East Asia meets South Africa. Towards a Global View of Spiritual Counselling
- The Art of achieving Wholeness: Adult-Learning in Presence and Listening. Intercultural Encounter in Healthcare and Counselling before and during COVID-19
- Healing of Memories: Wounds and Survival. Eine Erfahrung aus Südafrika nach der Apartheid – und was sie heute beitragen kann. (doi:10.13109/tzin.2023.37.2.145, kostenpflichtig)